# Clethra longispicata
Clethra longispicata là một loài thực vật có hoa trong họ Clethraceae. Loài này được J.J.Sm. mô tả khoa học đầu tiên năm 1922.